# 印度LGBT权益

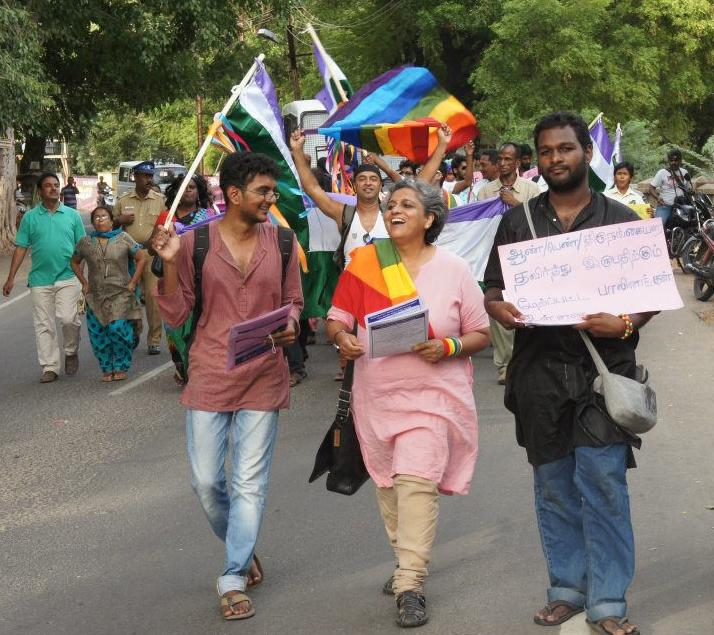
亚洲首个性别酷儿骄傲游行在马杜赖举行（2012年）

2018年9月6日，印度最高法院废除了普遍认为是对同性恋者不友善的“377条”。从这一天起，印度同性性行为不再属于违法。
女同性恋，男同性恋，双性恋和跨性别（LGBT）人群曾在印度面临着非LGBT居民没有经历过的法律和社会困难。
在过去，同性之间的性行为是违法的，同性伴侣不能獲得结婚或伴侣上的法定身份关系。印度法律承认海吉拉是第三性别，与男性或女性分开。2008年7月29日印度城市德里，加尔各答和班加羅爾举行了第一次同志游行。

## 关于LGBT的法律
根据1860年《印度刑法》第377条，同性性交被定为刑事犯罪。2009年，德里高等法院裁决第377条违反《印度宪法》规定的基本权利。根据印度最高法院的裁决，高等法院关于法律的合宪性的决定适用于整个印度，而不仅仅适用于有关高等法院所管辖的国家领土。2012年2月23日，内政部以印度社會的道德情感為由，表示反对同性性行为非刑事化。中央政府于2012年2月28日扭转了立场，声称将同性性行为非罪化方面没有法律错误。这导致最高法院的两名法官谴责中央政府经常改变其在这个问题上的立场。
2013年12月11日，最高法院撤销了2009年德里高等法院对其管辖范围内自愿的同性性行为予以非刑事化的法令。有法官指出，议会应该就此事进行辩论和决定。
2014年1月28日最高法院驳回了中央政府，非政府组织纳兹基金会和其他几个机构提交的反对其12月11日对第377条的裁决的复审请愿书。
2014年4月，最高法院承认海吉拉等跨性別群體，是第三性别，並要求政府給予平等的法律地位和保障。
2015年12月18日，印度国民大会党成员沙希·塔鲁尔提交了第377条非刑罪化的法案，但该法案以71-24票被否决。
人权团体表示担心这会使同性恋者受到警察的骚扰。纳兹基金会表示他们将提出请愿书以审查法院的决定。
2016年2月2日，最高法院决定审查同性性行为的刑事定罪是否違憲。2016年，喀拉拉邦政府推出为跨性别者提供免费的性别重置手术的政策。
2017年4月，印度的中央部會級機構，要求地方政府確保對跨性別人士的平等公民權，當中包括可按其性別認同使用公共廁所。
2018年9月6日，印度最高法院做出历史性判决，推翻一殖民时期确立，已实施了近157年的同性性行为禁令，即“377条”。从这一天起，印度同性性行为不再违法。

## 概况
| 同性性行为合法                                       | （自2018年） |
| 同意年龄平等                                         | （自2018年） |
| 反就业歧视法律                                       | （自2018年） |
| 提供商品和服务的反歧视法律                           | （自2018年） |
| 在所有其他领域的反歧视法律（包括间接歧视，仇恨言论） | （自2018年） |
| 同性婚姻                                             | 否           |
| 同性伴侣关系                                         | 否           |
| 同性伴侣收养继子女                                   | 否           |
| 同性伴侣联合收养                                     | 否           |
| 跨性别者收养                                         | 是           |
| 同性恋军人允许公开服役                               | 否           |
| 有权改变法律性别                                     | （自2014年） |
| 第三性别得到承认                                     | （自2014年） |
| 女同性恋试管婴儿                                     | 否           |
| 男同性恋情侣商业代孕                                 | 否           |
| 男男性接触人群（MSM）允许                            | 否           |